# Boussières-en-Cambrésis
Boussières-en-Cambrésis is een gemeente in het Franse Noorderdepartement (regio Hauts-de-France) en telt 418 inwoners (2004). De plaats maakt deel uit van het arrondissement Cambrai.

## Geografie
De oppervlakte van Boussières-en-Cambrésis bedraagt 4,8 km², de bevolkingsdichtheid is 87,1 inwoners per km².
De onderstaande kaart toont de ligging van Boussières-en-Cambrésis met de belangrijkste infrastructuur en aangrenzende gemeenten.

## Bezienswaardigheden
- Sint-Medarduskerk
- Van de Moulin de Boussières-en-Cambrésis, een ronde stenen molen uitgevoerd in baksteen, rest slechts de romp. Vlak bij deze molenruïne staat, op het grondgebied van Carnières, een tweede molenruïne.

## Demografie
Onderstaande figuur toont het verloop van het inwonertal (bron: INSEE-tellingen).